# Ianka Kupala
Ianka Kupala (en belarús Я́нка Купа́ла; Janka Kupała segons la transliteració en łacinka), transcrit també amb les formes Janka Kupala o Yanka Kupala (7 de juliol de 1882 – 28 de juny de 1942), és el pseudònim d'Ivan Daminíkavitx Lutsèvitx (Іва́н Даміні́кавіч Луцэ́віч), un poeta i escriptor belarús, considerat un dels més importants en aquesta llengua del segle xx.
Nacionalista pro-belarús que va intentar recuperar i promocionar aquesta llengua en oposició als que tractaven d'imposar el rus.
La seva dona va fundar a Minsk el museu a ell dedicat, on es poden trobar moltes de les seves obres. A més a més a la ciutat de Hrodna hi ha la Universitat Estatal de Yanka Kupala fundada el 1978.

## Biografia

### Primers anys
Kupala va néixer el 7 de juliol de 1882 a Viàzinka, un assentament prop de Maladzietxna. La seva família era d'orígens aristocràtics, tot i que els pares de Kupala feien de pagesos arrendataris a l'assentament. Kupala va néixer, doncs, en una família de camperols sense terra. Ianka Kupala va rebre l'educació tradicional belarussa, i va acabar els seus estudis l'any 1898. Després de morir el seu pare l'any 1902 va treballar en diverses feines temporals, incloent la de tutor, botiguer, i registrador.

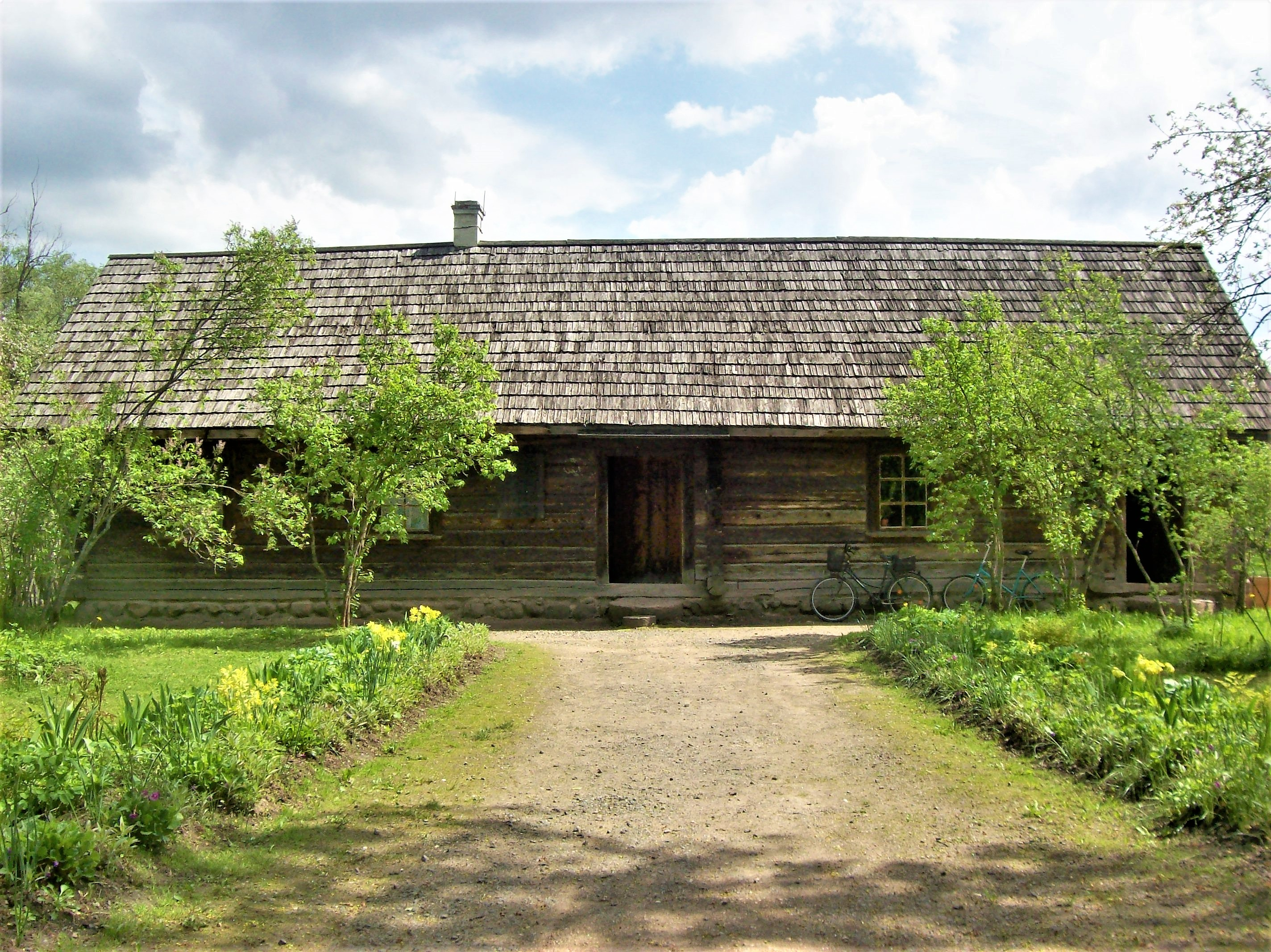
Casa on va néixer Ianka Kupala

El primer intent literari seriós de Kupala va ser Ziarno, un poema sentimental en polonès que va acabar cap al 1903-1904 sota el pseudònim de "K-a." La primera obra en belarús, Maiàdolia (Маядоля), està datada el 15 de juliol de 1904. El primer poema a ser publicat va ser Mujik (Мужык, 'Camperol'), aproximadament un any més tard, publicant-se en belarús al diari belarús russòfon Sèvero-Zàpadni Krai (Territori del Nord-oest) l'11 de maig de 1905. Una sèrie de poemes posteriors van aparèixer al diari en belarús Naixa Niva entre 1906 i 1907.

### Vílnius i Sant Petersburg

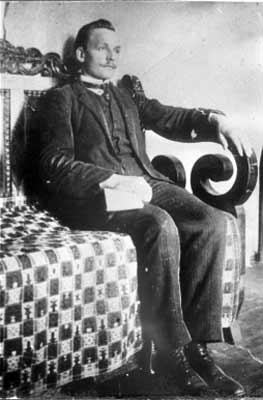
Ianka Kupala a Sant Petersburg, 1909

Kupala va deixar Belarús per anar a Vílnius el 1908, on va continuar la seva carrera com a poeta. El mateix any, la primera col·lecció publicada dels seus poemes anomenada Jaleika (Жалейка, 'La petita flauta') va provocar la ira del govern tsarista, que va ordenar confiscar el llibre en considerar-la com a anti-governamental. L'ordre d'arrest de Kupala va ser revocada l'any 1909, tot i que una segona impressió va tornar a ser confiscada, aquesta vegada per les autoritats locals de Vílnius. Kupala va deixar de treballar pel Naixa Niva per evitar arruïnar la reputació del diari.
Kupala va marxar cap a Sant Petersburg el 1909. L'any següent va publicar diverses obres, incloent el poema Adviètxnaia pièsnia (Адвечная песьня, 'Cançó eterna'), que va aparèixer en format llibre a Sant Petersburg el juliol de 1910. Son na kurhane (Сон на кургане, 'Somni en un carretó'), acabat l'agost de 1910, simbolitza la pobresa de la Belarús de Kupala. L'any 1913 va deixar Sant Petersburg per tornar a Vílnius. D'entre les influències de Kupala durant la dècada de 1910 destaca Maksim Gorki.

### Període soviètic
L'escriptura de Kupala va fer un canvi cap a un to més optimista després de la Revolució d'Octubre de 1917. Entre les nombroses traduccions al belarús hi ha l'himne internacionalista-marxista La Internacional. Tot i això, Kupala va mantenir els seus contactes amb els emigrats de la República Popular Belarussa d'orientació nacionalista antisoviètica, a qui va exhortar a unir-se a l'exili a Txecoslovàquia durant un viatge a l'estranger el 1927. A casa, les autoritats acabades d'establir-se en desconfiaven -a vegades, les crítiques de Kupala a la premsa es consideraven massa orientades al voltant del nacionalisme. Aquest període es va acabar quan Kupala va publicar una carta pública de disculpes a la dècada de 1930.
Kupala va ser condecorat amb l'Orde de Lenin el 1941 per la col·lecció poètica Ad sertsa (Ад сэрца, 'De tot cor').
Amb l'ocupació de Belarús per l'Alemanya nazi el 1941, i estant molt malalt va decidir marxar cap a Moscou i posteriorment a Tatarstan. Però fins i tot des d'allà va escriure poemes per donar suport als partisans belarussos en la seva lluita contra l'Alemanya nazi. Va morir misteriosament l'any 1942 a Moscou, després de caure per l'escala de l'Hotel Moskvà. La mort va ser considerada oficialment com un accident, però encara ara persisteixen les especulacions sobre un suïcidi o un assassinat.
Kupala va esdevenir símbol de la cultura belarussa durant l'era soviètica. Un museu, creat a Minsk gràcies als esforços de la seva vídua el 1945, és el museu literari més important de Belarús. La ciutat occidental de Hrodna és la seu de la Universitat estatal Ianka Kupala, fundada l'any 1978.

## Obres destacades
Algunes de les seves obres més destacades són:
- Mahila lva (Магіла льва, 'La tomba del lleó', 1913)
- Raskidànaie hniazdo (Раскіданае гняздо, 'El niu destruït', 1913)
- Alièsia (Алеся, 1935)
- Ad sertsa (Ад сэрца, 'De tot cor', 1940)